# Vitché
Vitché (* 1969 in São Paulo, Brasilien; eigentlich Vicente Rodrigues) ist ein brasilianischer Graffiti-Künstler. Er lebt und arbeitet in São Paulo. Viele Arbeiten sind mit seiner Partnerin und Ehefrau, der brasilianischen Graffiti-Künstlerin Jana Joana (* 1978 in São Paulo), entstanden, mit der er zusammen Wandprojekte und Ausstellungsbeteiligungen realisiert.

## Leben
1987 entstehen erste Arbeiten im öffentlichen Raum. Vitché zeigt seine Kunst in vielen Ländern Europas, Lateinamerikas und den USA. Seine Arbeit beschreibt er als politisch, lyrisch und abstrakt.

## Werke
„Vitché ist vermutlich einer der wahren Helden des Alltags. Unermüdlich zieht er in den Kampf gegen einen großen Drachen. Das Ungetüm ist im Falle des in São Paulo geborenen Künstlers das Leben in der Großstadt mit all seine Hierarchien und Institutionalisierungen. Die rigide Organisation der urbanen Lebenswelt macht uns mehr zum funktionierenden und konsumierenden Passanten als zu einer Gemeinschaft mit einem Bewusstsein für die eigene soziale Identität.“

## Projekte
Vitché und seine Partnerin Jana nahmen 2009 am Projekt ARTotale der Leuphana Universität Lüneburg teil. 36 internationale Streetart-Künstler wurden dazu in die Stadt eingeladen.

### Mural Global
Im Rahmen von Mural Global, ein weltweites Wandmalprojekt zur Agenda 21, realisierte Vitché im Jahr 2001, gemeinsam mit den brasilianischen Graffiti-Künstlern Os Gêmeos, Herbert Baglione und Nina Pandolfo sowie mit den deutschen Graffiti-Künstlern DAIM, Loomit, Codeak und Tasek, ein 300 m² großes Wandbild in São Paulo. Das Wandbild liegt unter einem Viadukt des Beneficência-Portuguesa-Krankenhauses auf der Avenida 23 de Maio und beinhaltet das Thema Luft, Erde, Wasser und Feuer. 80 Wandbilder sind bisher im Rahmen des Wandmalprojektes Mural Global entstanden.
Eine Initiative von Farbfieber e. V. Düsseldorf, unter Schirmherrschaft der UNESCO. Das Projekt wurde mit dem Innovationspreis Soziokultur 2002 des Fonds Soziokultur ausgezeichnet.

## Ausstellungen
- 1992: Colégio Carlos de Campos, São Paulo, Brasilien.
- 1997: Consolação Gallery, São Paulo, Brasilien.
- 1998: Um minuto de silêncio - FUNART, São Paulo, Brasilien.
- 1999: Noticias Populares Newspaper, Museum MIS, São Paulo, Brasilien.
- 2001: 50 Anos de BIENAL, São Paulo, Brasilien.
- 2002: I don´t know, Die Färberei, München.
- 2002: Toleranci, Espace Ecureuil, Niort, Frankreich.
- 2002: Urban Discipline 2002, Bavaria-Hallen, St. Pauli, Hamburg.[8]
- 2004: Calaveras, Choque Cultural Gallery, São Paulo, Brasilien.
- 2005: Catalixo, Choque Cultural Gallery / São Paulo, Brasilien.
- 2005: Ilustrando em Revista - Editora Abril, MAB - FAAP, São Paulo, Brasilien.
- 2005: Intervenções Urbanas, Anhembi Mormbi University, São Paulo, Brasilien.
- 2006: Junta, Scion Gallery, Los Angeles, USA.
- 2006: 9º Bienal de la Habana, Havana, Kuba.
- 2006: Fifty 24SF, Upper Playground, San Francisco, USA.
- 2006: Spray, Memorial da América Latina, São Paulo, Brasilien.
- 2007: Equilibrium, Jonathan Levine Gallery, New York, USA.
- 2007: The Specialty Furniture Exhibition, Upper Playground In Association with FIFTY24SF Gallery, San Francisco, USA.
- 2007: São Paulo Centro, Galeria Calligraphia, São Paulo, Brasilien.
- 2007: Fabulosas Desordens, Caixa Cultural, Rio de Janeiro, Brasilien.
- 2007: Bootlegger, Until Never Gallery, Melbourne, Australien.
- 2007: Grand Opening Show, Carmichael Gallery Of Contemporary Art, Los Angeles, USA.
- 2008: fresh air smells funny, Kunsthalle Dominikanerkirche, Osnabrück.[9][10]
- 2008: Call it what you like! Collection Rik Reinking, KunstCentret Silkeborg Bad, Dänemark.[11][12]
- 2009: Urban-Art – Werke aus der Sammlung Reinking, Weserburg Museum für moderne Kunst, Bremen.[13][14]